# Hönan Agda
"Hönan Agda" är en visa med text och musik av Cornelis Vreeswijk. Den är baserad på en fräck rolig historia Vreeswijk vid något tillfälle hört. Han spelade in den live med publik i TV-programmet Opopoppa och 1969 blev den utgiven på singel. Visan blev ett av Vreeswijks mest välkända alster.
Melodin låg på Svensktoppen i totalt fem veckor under perioden 8 juni – 5 juli 1969, med fjärdeplats som bästa resultat där.